# Ízület

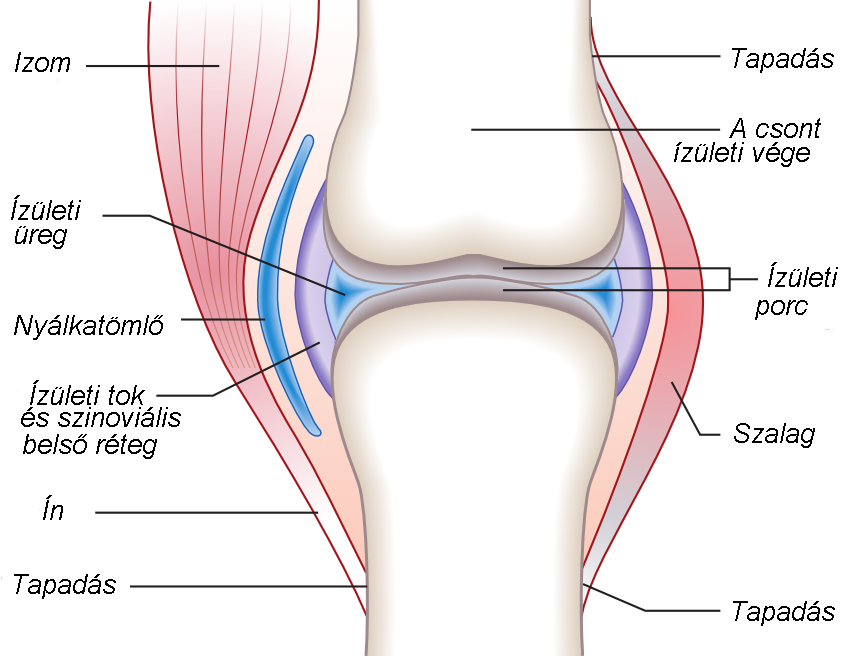
Egy ízület sematikus ábrája

A gerincesek végtagjainak sokrétű mozgását az ízületek teszik lehetővé. Az ízületben a találkozó csontvégek a csontok ízületi végeinek geometriája által meghatározott jellegű, de normális esetben szinte súrlódásmentes elmozdulásra képesek egymáshoz képest. Az ízületek általános felépítését tekintve az ízületi végeket sima felszínű ízületi porc borítja, amelyek sima elmozdulását egy sajátos „kenőanyag”, az ízületi folyadék  (synovia) segíti elő. A két ízesülő felszín között van az ízületi rés (ill. üreg: cavitas articularis). Az ízületeket egy zárt ízületi tok (capsula articularis) veszi körül, amelynek belső rétege  az ízületi folyadékot termeli (membrana synovialis), külső rétege rostos kötőszövet (membrana fibrosa), amelynek védelmi és mechanikai szerepe van. Ebben beleszövődve, vagy ettől külön kötőszövetes kötegek; ízületi szalagok (ligamenta) is segítik az ízesülő csontvégek mozgékony, de mechanikailag biztonságos összetartását. (Az ízületek egy részénél, ilyen pl. vállízület, ehhez a környező izmok is jelentős mértékben hozzájárulnak.) Az ízületeket képező csontvégeken általában megkülönböztetnek egy bemélyedtebb ízületi árkot (fossa articularis), és az ebbe beilleszkedő domborúbb ízületi fejet (caput articulare). Bonyolultabb ízületekben (pl. térd) a két ízesülő vég geometriai összeillésének hiányát belső, mozgékony, sarló alakú rostporcos képződmények (meniscus articularis) küszöbölik ki. A térdízület bonyolult szerkezete és általában nagy és változatos terhelése miatt fogékony annyira a sportsérülésekre.

## Az ízületek típusai
Az ízületeket általában annak alapján soroljuk be, hogy hány tengely mentén képesek elmozdulásokat végezni.

## Feszes ízületek
Vannak ízületek, amelyek tényleges mozgásra alkalmatlanok, mert ízületi felszíneik szabálytalanok, szalagkészülékük pedig igen feszes (feszes ízületek). Ilyen pl. a keresztcsípőcsonti ízület (articulatio sacroiliaca), amely ezzel komolyan hozzájárul a medenceöv stabilitásához, valamint a testsúlynak az alsó végtagokra történő átadásához. Ezek az ízületek is hozzájárulnak azon képződmények rugalmasabbá tételéhez, valamint statikai stabilitásához, amelyek alkotásában részt vesznek.

## Egytengelyű ízületek
Az egytengelyű ízületeknek két alaptípusa van: a forgóízület (articulatio trochoidea) és a csuklóízület (nem tévesztendő össze a kézcsuklóval!) (ginglymus). Az előbbinél a forgástengely a csont hossztengelyével esik egybe (articulatio trochoidea), a forgás tengelye (közel) megegyezik az ízület tengelyével, ilyen az első két csigolya ízesülése (articulatio atlantoaxialis), valamint az orsócsont és a singcsont mindkét ízesülése (articulatio radioulnaris proximalis, distalis). A ginglymus tengelye az ízesülő csontok tengelyére merőleges. A legtisztább formáit az ujjpercek közötti ízületek jelentik (articulationes interphalangeae vagy IP ízületek).

## Kéttengelyű ízületek
Ide kétféle ízület sorolható: a tojásízület (ellipszoid ízület) és a nyeregízület (articulatio sellaris). A tojásízület felszínei ellipszoid testek forgástengely körüli forgatásának lenyomatához hasonlóak. Két forgástengelyük - egy rövidebb és egy hosszabb - mentén képesek elmozdulni. Típusos példája az orsócsont és a kéztőcsontok közötti ízület (articulatio radiocarpalis), amelyben hajlítás és feszítés, valamint közelítés és távolítás (pontosabban ulnaris és radialis abdukció) lehetséges. Sajátos és egyedülálló az emberi szervezetben a hüvelykujj alapízülete (articulatio carpometacarpalis pollicis). Elvileg kéttengelyű ízület (articulatio sellaris), amelynek alapmozgásai a hajlítás és feszítés (flexió - extensió), közelítés és távolítás (adductio - abductio), a tenyérrel és a többi ujjal szembehelyezés és újra a tenyér síkjába hozás (oppositio-repositio). Ez utóbbi tulajdonság adja az anatómiai alapját az emberi kéz ügyességének és sokrétű funkcióinak. (Hozzá tartozik az ízület sajátosságaihoz, hogy laza ízületi tokja, valamint gazdag, sokrétű izomzatából következően lényegében szabad ízületként működik.)

## Gömbízületek, soktengelyű ízületek
A gömbízület esetén az ízületi fej egy gömbfelszín részlete, az ízületi árok pedig annak benyomata. A gömbízületek (articulatio spheroidea) geometriájukból adódóan igen sokrétű mozgásra képesek, lényegében valamennyi tengely kombinációjával. Ezért is nevezik szabad ízületnek. Az emberi testben, (alaki tulajdonságaik alapján), két szabad ízületpár van. Az egyik a felső végtag alapízülete, a vállízület (articulatio humeri), a másik az alsó végtag alapízülete, a csípőízület (articulatio coxae). Bár mindkét ízületpár azonos kategóriába tartozik, a terhelés és a funkció jelentős eltérésekhez vezet. Míg a vállízület a felső végtag szabad mozgásait biztosítja, és ennek megfelelően anatómiai felépítése is a lazaságot és mozgékonyságot és a viszonylag kisebb terhelhetőséget adja, a csípőízület szerepe a test súlyának viselése és stabilitásának biztosítása. Utóbbinál ez az anatómiai felépítésben is kifejezésre jut. Sokkal stabilabb felépítésű, mind az ízületi fej és az ízületi árok arányait, mind szalagkészülékét és egyéb erősítő képződményeit tekintve. (Ebből adódik, hogy míg a vállízület ficama viszonylag gyakori, a csípőízület ficama szinte nem is fordul elő, mert az erőbehatások hamarabb képesek a combcsont nyakának, vagy a combcsontnak a törését okozni, mint a csípőízületet kificamítani. A ficam az az állapot, amikor túlzott erőbehatás következtében az ízületi fej elhagyja az ízületi árkot, és ebben a helyzetében külső beavatkozás nélkül tartósan megmarad.)

## Lásd még
- Emberi test
- Csont
- Az emberi csontok listája
- A csontok összeköttetései